# Ildefonsus
Ildefonsus is een geslacht van wantsen uit de familie van de Tingidae (Netwantsen). Het geslacht werd voor het eerst wetenschappelijk beschreven door William Lucas Distant in 1911.

## Soorten
Het genus bevat de volgende soorten:

- Ildefonsus ampliatus Péricart, 1985
- Ildefonsus distanti C.R. Li & L.Y. Zheng, 2006
- Ildefonsus javanus Péricart, 1985
- Ildefonsus nepalensis Tomokuni, 1981
- Ildefonsus nexus Drake & Ruhoff, 1961
- Ildefonsus provorsus Distant, 1910